# Delito pluriofensivo
En derecho penal, se denomina delito pluriofensivo a aquel delito que ataca a más de un bien jurídico protegible a la vez.
Por ejemplo, un hurto es un delito que afecta únicamente a la propiedad, mientras que un robo, al exigir la violencia, puede afectar también a la integridad física de las víctimas.
- Datos: Q5801914